# 温泉手形

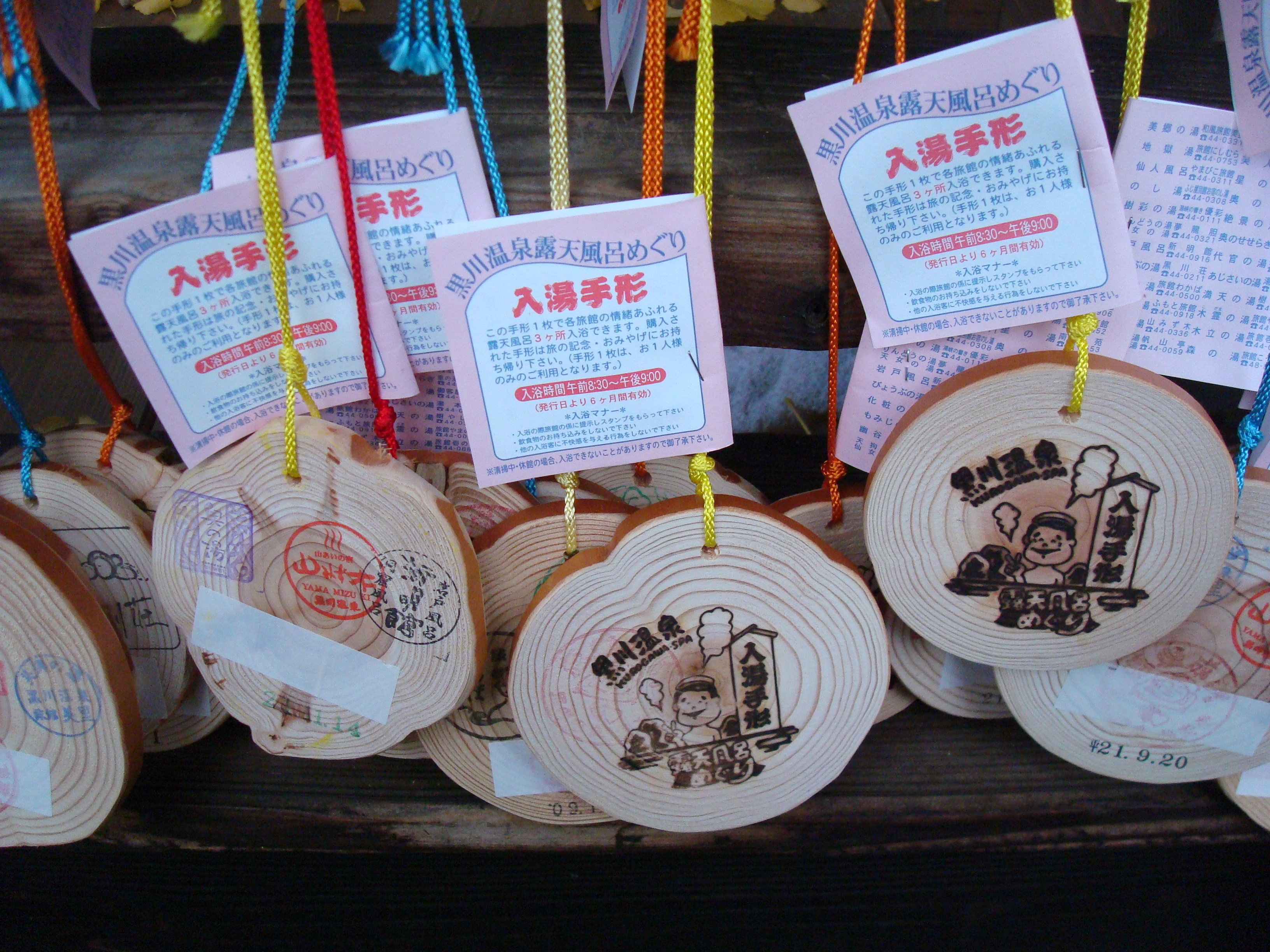
黒川温泉 温泉手形

温泉手形（おんせんてがた）とは、温泉における入浴券であり、これを購入することにより決められた旅館などの温泉に入浴することができる。

## 概要
湯めぐり手形、入湯手形とも言われることがある。有効期限が決められているものが多いが、中には期限のないものもある。日本各地の40近くの温泉街で使用されており、特に黒川温泉のものが有名である。